# ウジェーヌ・ボック
ウジェーヌ・ボック（Eugène Boch、1855年9月1日 - 1941年1月3日）は、ベルギー出身の画家・詩人。

## 概要
ベルギーのエノー州サン＝ヴァ (fr) で生まれた。ボック家（ボッホ家）は陶磁器製造で富を築いた家で、現在でもビレロイ&ボッホ社は有名な陶磁器メーカーである。姉は20人展の会員であるアンナ・ボック。
1879年、画家レオン・ボナのアトリエに入った。1882年、ボナがアトリエを閉じると、フェルナン・コルモンのアトリエに入って勉強を続けた。1882年、1883年、1885年のサロンに入選した。
1888年、アルルでドッジ・マクナイトの紹介によりフィンセント・ファン・ゴッホと知り合った。
1892年、パリ近郊のモンティヨンに居を構え、1909年、アンヌ＝マリー (Anne-Marie Léonie Crusfond, ? - 1933) と結婚した。1910年、別荘「La Grimpette」に移り住んで生涯そこで暮らした。
姉アンナ・ボックと同様、ウジェーヌは才能のある画家たちを無償で支援した。コルモンの画塾で知り合ったエミール・ベルナール、ポール・ゴーギャンなどである。また、ゴッホとは作品の交換をしていた。こうして、現代美術の重要なコレクションが形成されていった。彼や姉アンナが画家の支援に使った資金は、事業に成功した父親ヴィクトル・ボック (Victor Boch) から受け継いだものである。
1941年にこの世を去った際、彼は、ゴッホの筆によるウジェーヌの肖像（別名「詩人」）をルーヴル美術館に遺贈した。これはゴッホと弟テオの遺志により、テオの妻ヨハンナ・ファン・ゴッホ＝ボンゲルからウジェーヌに贈られた作品である。現在、この絵はパリのオルセー美術館で見ることができる。
彼のコレクションの一部は甥のルートウィン・フォン・ボック (Luitwin von Boch) によって買い取られた。